# Championnats d'Afrique d'haltérophilie 1998
Navigation
Édition précédente Édition suivante
Les championnats d'Afrique d'haltérophilie 1998 sont la 12e édition des championnats d'Afrique d'haltérophilie. Ils se déroulent du 30 mai au 6 juin 1998 à Alger en Algérie. Il s'agit des premiers Championnats d'Afrique d'haltérophilie comprenant des femmes haltérophiles. 

## Médaillés

### Hommes
- Henk Booysen (Afrique du Sud) est triple médaillé d'argent à l'arraché, à l'épaulé-jeté et au total dans la catégorie des moins de 105 kg[3].

### Femmes
- Loriaane Daniels (Afrique du Sud) est triple médaillée d'argent à l'arraché, à l'épaulé-jeté et au total dans la catégorie des moins de 47 kg[3].
- Bronwyn Gertse (Afrique du Sud) est médaillée de bronze dans la catégorie des moins de 53 kg[4].